# Hortons hovedpine
Hortons hovedpine eller klyngehovedpine er en neurologisk sygdom, der primært giver pinefulde hovedpineanfald. Sygdommen har mange af de samme symptomer som migræne men adskiller sig herfra i selve hovedpinen. Den rammer 1 ud af 1.000, og af disse er 60% mænd.

## Sygdommen

### Symptomerne
Hortons hovedpine viser sig ved anfald af svære smerter i eller omkring det ene øje. Øjet bliver rødt og løber i vand, næsen løber eller stopper til, øjenomgivelserne hæver, det øverste øjenlåg kan hænge slapt ned og pupillen blive mindre. Alle disse symptomer optræder på den samme side som smerterne. Anfaldene optræder som regel i den samme side hver gang.

### Smerterne
Smerterne er så svære, at mange har fornemmelsen af at få stukket en kniv i øjet og få den drejet rundt. Andre har fornemmelsen af, at der sidder en knytnæve bag øjet og prøver at presse det ud. Mange vandrer frem og tilbage under anfaldet, holder hånden presset hårdt mod øjet og tindingen, eller står ligefrem og dunker hovedet ind i væggen for at opleve en anden smerte. Andre ligger eller sidder med hovedet i hænderne og rokker frem og tilbage. Smerterne er så kraftige, at selv morfin er uden effekt.

### Varighed og tidspunkter for anfald
Anfaldene varer typisk ½ – 3 timer og kommer ofte 1 – 2 gange dagligt, hos enkelte op til otte gange i døgnet. Anfaldene kan bryde ud om natten efter 1½ times søvn. De optræder også hyppigt i dagtimerne og da ofte, når man slapper af, f.eks. efter en lang arbejdsdag. De fleste har anfald i perioder, der varer fra 2 uger til 3 måneder,  1 – 2 gange årligt. Det kaldes den periodiske type af Hortons hovedpine / Klyngehovedpine. Hovedpineperioderne afløses af helt anfaldsfrie perioder, der kan vare fra måneder til år. Hovedpineperioderne opstår ofte på faste årstider for den enkelte patient, og mange synes at have deres anfald i den mørke årstid.
10 – 20% har hortonanfald året rundt uden anfaldsfrie perioder. Det er den kroniske form. Ca. 1 ud af 1.000 har Hortons hovedpine. Det betyder, at der er omkring 5.000 hortonpatienter i Danmark. I årtier har man fejlagtigt antaget, at sygdommen især fandtes hos mænd (85 %). Imidlertid har en ny opgørelse klarlagt, at mænd (60 %) og kvinder (40 %) rammes mere jævnt, og at kvinder derfor har været stærkt underdiagnosticerede og dermed afskåret fra behandlingstilbud som iltbehandling.
Hovedpinen starter typisk i 20 – 40 års alderen. Kendte udløsende årsager er indtag af:
1: Alkohol
2: Kokain
3: Viagra

### Hvordan stilles diagnosen?
Det er ikke svært at stille diagnosen, når man overværer et hortonanfald, for det ligner ingen andre typer hovedpineanfald. Korte, men gentagne smerteanfald af 30 minutter – 3 timers varighed. Smerterne er meget voldsomme, og patienterne er meget forpinte, urolige og irritable. Patienterne er rastløse, går hvileløst rundt og kan ikke holde ud at ligge ned. Anfaldene optræder ofte om natten, 1 – 2 timer efter patienten er faldet i søvn. Altid på samme side i ansigtet – bag og omkring det ene øje.
Anfaldet ledsages af rødt øje, tårer, løbende næse, tilstoppet næse og/eller hævet, hængende øjenlåg. Anfaldet starter relativt hurtigt, og smerterne bliver maksimale på få minutter.
Symptomerne er ganske karakteristiske, men alligevel kan det tage flere år før diagnosen bliver stillet. Det er kun de færreste læger, der opnår at overvære et anfald. Smerterne er ofte så kortvarige, at de er overståede inden man kommer frem til skadestuen eller til lægen. Smerterne kan være så kraftige, at man ikke kan overskue at søge hjælp under anfaldet, og man er selv ude af stand til at køre til lægen eller skadestuen.
Diagnosen må derfor stilles på baggrund af, hvad patienten selv eller deres pårørende fortæller: Beskrivelsen af smerterne, symptomerne der ledsager smerterne, uroen og adfærden under anfaldet, ophobning af anfald om natten og i perioder af 1 – 3 måneder. Sygdommen er alligevel så relativ sjælden, at ikke alle læger og tandlæger har kendskab til diagnosen, og det er kun de færreste der har set en patient under anfald. Hvis egen læge er i tvivl, kan en henvisning til neurolog blive aktuel.
Undersøgelser hos tandlæge, øjenlæge, ørelæge og andre speciallæger er kun sjældent nødvendig, ligesom hjernescanning også kun meget sjældent er påkrævet. Der findes ikke en blodprøve eller en røntgenundersøgelse, der kan stille diagnosen klyngehovedpine (Hortons hovedpine), så en god beskrivelse af anfaldet er meget vigtig.

### Hvordan behandles sygdommen?
Der findes ingen kur. Men det er muligt at forebygge anfald og afhjælpe anfaldenes styrke.
Udløsende faktorer fjernes:
1. Alkohol, 2. Kokain , 3. Viagra, 4. Tobaksrøg
Anfaldsbehandling af Hortons hovedpine:
Imigran injektion. Peroral behandling er oftest nytteløs pga. kort anfaldsvarighed, og almindelige smertestillende medicin hjælper sjældent.
Ilt på maske 10-15 l/min. Ilt til hjemmebrug kan bevilges via neurologisk afdeling. OBS: Skal afleveres igen, når klyngeperioden ophører eller der er lang tid mellem klyngerne, men kan rekvireres igen med kort varsel.
Forebyggelse af Hortons hovedpine:
Verapamil 240-400 mg i døgnet fordelt på 2-3 doser, evt. større doser op til 800 mg dagligt i klyngeperioden.
Behandling af kronisk klyngehovedpine er en specialistopgave.

## Historie
Sygdommen "Hortons hovedpine" er opkaldt efter den amerikanske neurolog Bayard Taylor Horton (1895 – 1980), der i mere end 50 år forskede i hovedpinen. Han fulgte ca. 1.200 hortonpatienter på Mayo klinikken i Minnesota, USA.
De typiske symptomer ved Hortons hovedpine blev allerede beskrevet i 1641 af den hollandske læge Nicolaas Tulp (Det er den læge, som Rembrandt malede på billedet "Anatomitimen"). I de kommende århundreder beskrives sygdommen af enkelte andre læger, men først i 1900-tallet tager udforskningen fart ved W. Harris og så B.T. Horton.
I 1952 beskriver E. Kunkel – som den første – det typiske periodevise præg, som adskiller Hortons hovedpine fra de fleste andre hovedpinetyper. Han kaldte hovedpinen for cluster headache (klyngehovedpine), og denne betegnelse foretrækker de fleste hovedpineeksperter i dag.

## Ekstern henvisning
- Hortonforeningen.dk Arkiveret 21. marts 2016 hos  Wayback Machine
- Hortonforum.dk Arkiveret 10. marts 2016 hos  Wayback Machine
- Dansk Hovedpinecenter